# دانیل خولسن

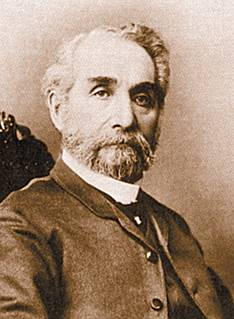

دانیل آبراموویچ خولسن(به روسی: Даниил Авраамович Хвольсон)(زادهٔ ۳ دسامبر ۱۸۱۹- مرگ ۲۳ مارس ۱۹۱۱) خاورشناس یهودی اهل روسیه بود.

## زندگی
او در ویلنا در خانواده‌ای مذهبی زاده شد. از آنجا که از خود در آموختن زبان عبری و نیز تلمود استعداد نشان‌داد پدر و مادرش او را به فراگیری خاخامی واداشتند. به زودی او به زبان‌های فرانسوی، آلمانی و روسی چیرگی یافت.
از ۱۸۴۱ به روسیه سفید رفت و در دانشگاه برسلاو به تحصیل پرداخت. به زبان‌های شرقی دلبسته‌شد و زندگی خود را صرف پژوهش بر روی این زبان‌ها نمود. او به ویژه به زبان عربی پرداخت. در ۱۸۵۰ دکترای فلسفه را از دانشگاه لایپزیگ به دست آورد.
او در بازگشت به روسیه در سن‌پترزبورگ جاگیر شد و به زودی به کیش مسیحیت گروید. نخستین کار برجسته پژوهشی او بر روی صابئین و باورهای آنان بود. او همچنین پژوهش‌هایی بر روی متن‌های بابلی داشت.
خولسن در زمینه نبرد با یهودستیزی نیز فعال بود و در پی شایع‌شدن اتهام قربانی کردن انسان‌ها به دست پیروان آیین یهود نوشته‌هایی اعتراضی داشت.
پسر او اورست خولسن نیز یک فیزیکدان بود.